# Лопес Мендоса, Иван
Иван Лопес Мендоса (исп. Iván López Mendoza, 23 августа 1993, Валенсия) — испанский футболист, выступающий за футбольный клуб «Хинастик», играет на позиции защитника.

## Клубная карьера
Родившийся в городе Валенсия Иван Лопес начал играть в футбол в местном клубе «Леванте». Во взрослом футболе Иван провёл свои первые годы в резервной команде «Леванте», выступая с ней в Терсере, а затем и в Сегунде B.
13 декабря 2011 года Иван Лопес дебютировал за основную команду, появившись на поле в гостевом проигранном (1:3) матче Кубка Испании команде «Депортиво» из Ла-Коруньи. 26 января 2012 года он вновь появился в составе главной команды в домашней игре 1/4 финала всё того же турнира против «Валенсии», левантийцы были разгромлены (0:3) и выбыли из розыгрыша. Иван Лопес в обоих случаях провёл на поле все 90 минут.
17 июля 2013 года Иван Лопес был отдан в аренду клубу «Жирона», выступавшем в Сегунде. Первый свой гол на профессиональном уровне Иван забил 16 февраля следующего года, поучаствовав в домашнем разгроме (6:0) команды «Луго».
В Ла Лиге Лопес дебютировал 30 августа 2014 года в составе «Леванте», когда заменил травмированного Никоса Карабелас на 7-й минуте гостевой встречи с «Атлетиком» из Бильбао, закончившейся поражением левантийцев (0:3).